# Hevelpomp

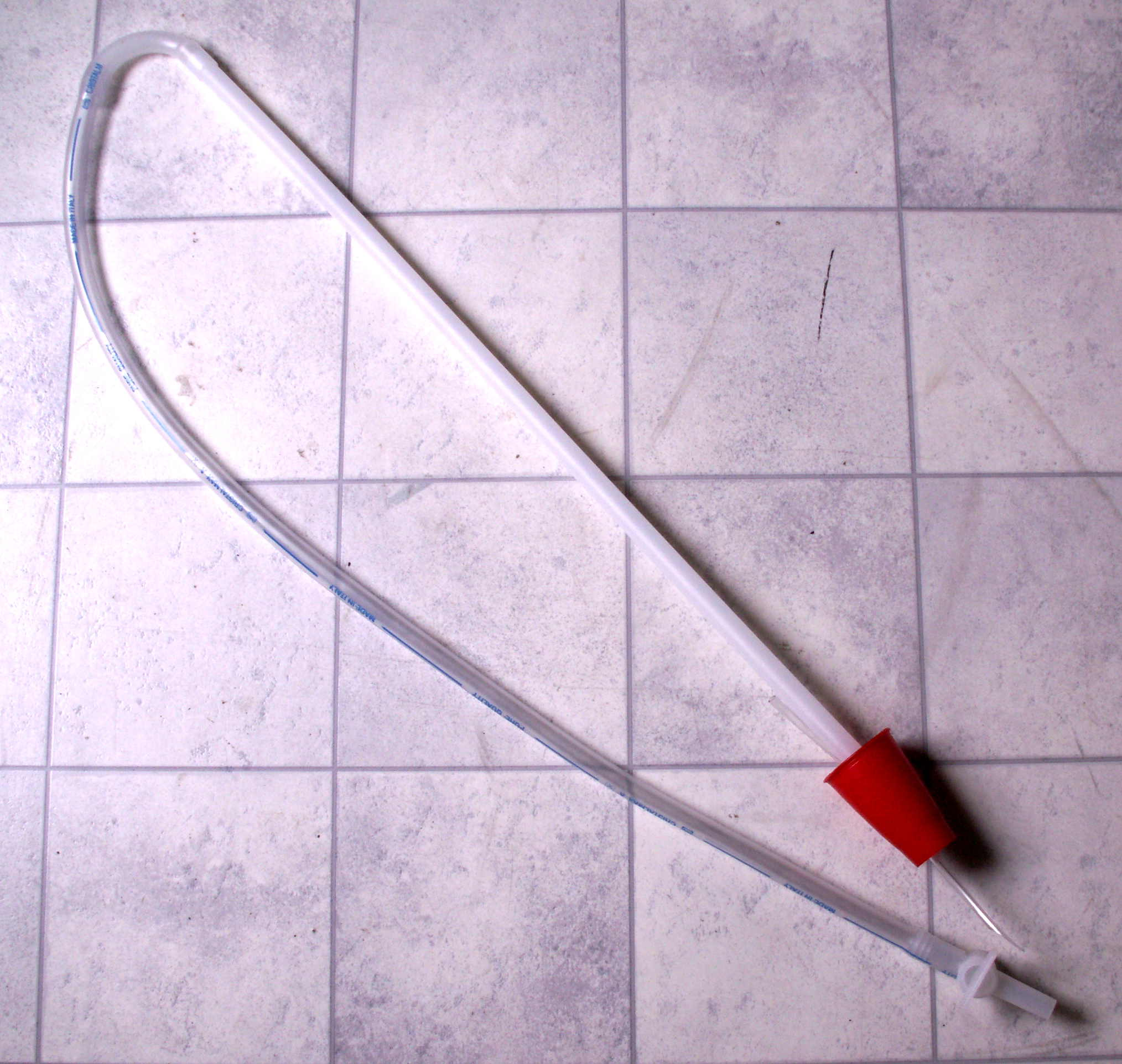
Hevelpomp voor het brouwen van bier

Een hevelpomp is een pomp die gebruikmaakt van een hevel om een vloeistof van de ene container naar de andere te pompen.
In de meeste versies kan met de hand middels een blaasbalg vloeistof in de hoogst gelegen container worden opgezogen. Zodra deze vloeistof op een lager niveau in de slang komt dan het niveau in de container, gaat het stromen. Het natuurkundige principe dat hierachter zit is de wet van de communicerende vaten.